# Helle Tanzfliege
Die Helle Tanzfliege (Empis livida) ist eine häufige Fliege aus der Familie der Tanzfliegen.

## Merkmale

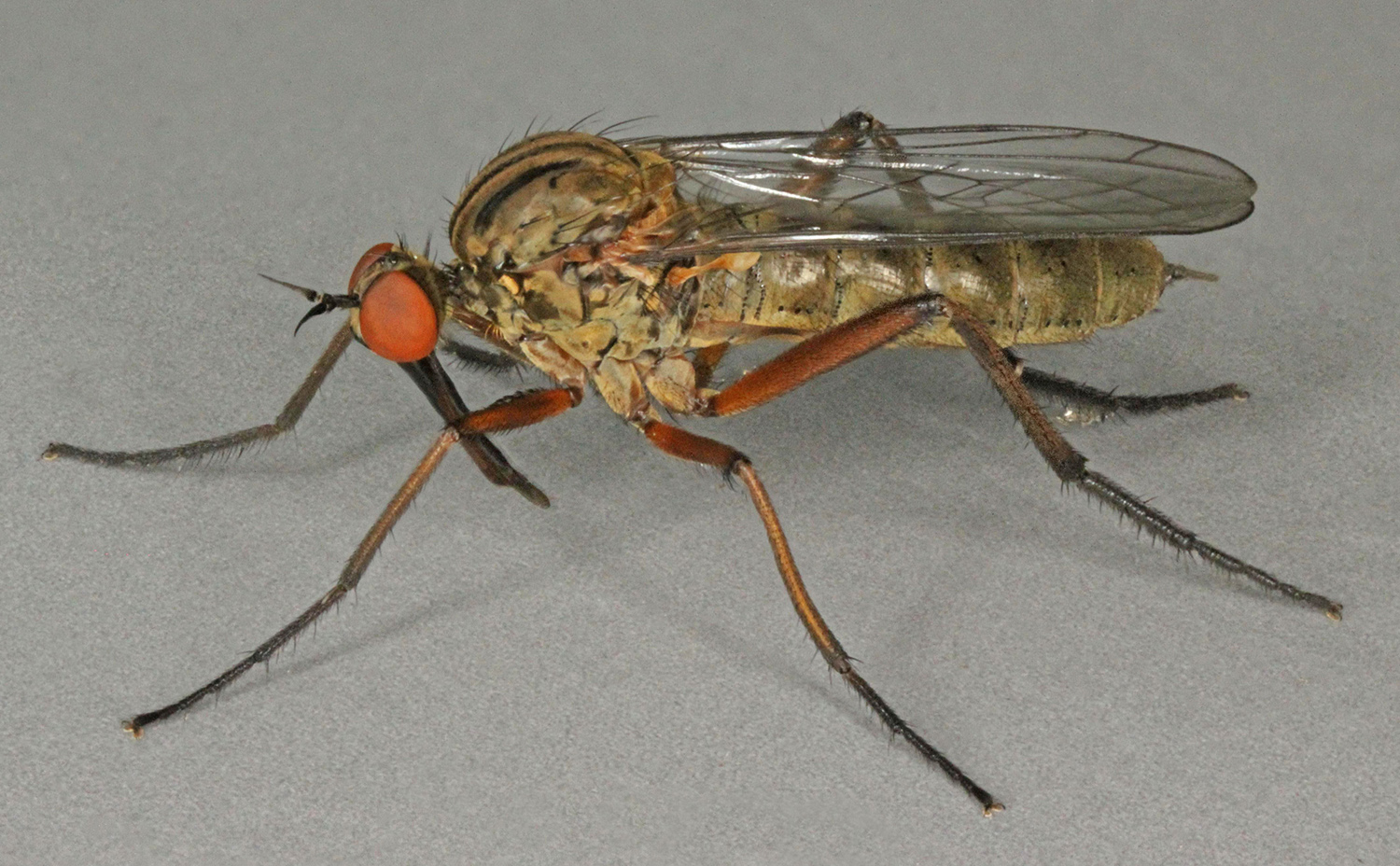
Weibchen

Empis livida ist allgemein hellbraun gefärbt. Die Beine sind hellbraun, die Füße schwarz. Die Weibchen haben an der Vorderseite der Vorderschenkel und an der hinteren unteren Seite der Hinterschenkel eine Reihe abgeflachter Borsten. Der Hinterleib der Männchen ist zumeist recht einheitlich hellbraun, während er bei den Weibchen eine etwas dunklere Grundfarbe hat und gräulich bestäubt ist. Der Hinterleib der Männchen endet in einem stumpfen rundlichen Genitalapparat, bei den Weibchen läuft der Hinterleib spitz aus. Die Thoraxoberseite ist gräulich gefärbt und hat drei dunkle Längsstreifen. Die großen Augen sind rotbraun. Beim Männchen stoßen sie auf der Stirn zusammen, beim Weibchen sind sie schmal getrennt. Die Flügel der Weibchen sind klar, die der Männchen bräunlich verdunkelt.

## Verbreitung
Empis livida ist die nördlichste Art ihrer Untergattung Kritempis. Sie ist in Mittel- und Nordeuropa zu finden. Im Norden reicht ihre Verbreitung bis etwa 64°N, im Süden bis ins mittlere Frankreich, die Schweiz und Österreich. Die Art kommt in Großbritannien vor. Im Osten reicht ihr Gebiet über Ungarn und die Ukraine bis weit nach Russland. Die Helle Tanzfliege bewohnt gern Wiesen, Weiden und Waldränder. Sie bewohnen feuchtes und auch eher trockenes, offenes Flachland, meidet aber Wälder und Gebirge. Sie ist eine der häufigsten Tanzfliegen in Mitteleuropa.

## Lebensweise

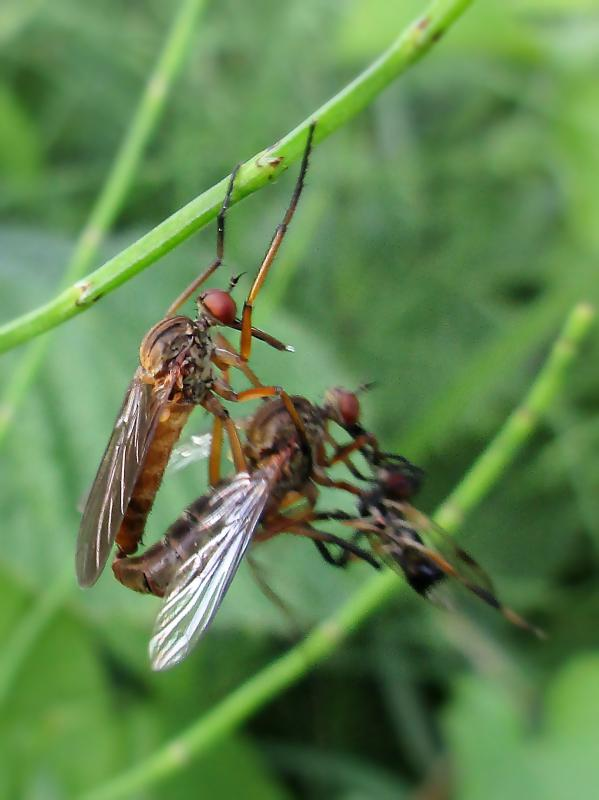
Paarung

Die Tiere fliegen ab Mai bis September. Der Höhepunkt ihres Vorkommens liegt im Frühsommer. Zu den anderen Zeiten sind sie meist nur vereinzelt zu finden. Sie sind den ganzen Tag aktiv und besuchen gern Blüten. Abgesehen von Nektar ernähren sie sich auch räuberisch. Insbesondere zur Paarung fängt das Männchen dem Weibchen ein Brautgeschenk in Form eines anderen kleinen Tieres. Während das Weibchen damit beschäftigt ist, das Brautgeschenk zu verspeisen, paart sich das Männchen mit diesem. Die Pärchen können auch zusammen fliegen, werden sich aber meist an ein Blatt oder Halm hängen, wobei sich das Männchen mit den Vorderfüßen am Substrat festhält und das Weibchen frei hängt. Auch Kannibalismus kommt vor. Dieses Paarungsverhalten ähnelt dem vieler anderer Tanzfliegen. Die Larven der Hellen Tanzfliegen leben wohl räuberisch im Boden oder Laubstreu.